# Yareli Acevedo
Yareli Acevedo Mendoza (* 29. Juli 2001) ist eine mexikanische Radsportlerin, die Rennen auf Bahn und Straße bestreitet.

## Sportlicher Werdegang
2018 belegte Yareli Acevedo im Straßenrennen der Panamerika-Juniorenmeisterschaften Platz zwei. Im Jahr darauf wurde sie bei den Bahnweltmeisterschaften der Junioren in Frankfurt (Oder) Junioren-Weltmeisterin im Punktefahren. 2021 gewann sie beim Lauf des UCI Track Cycling Nations’ Cups in Cali das Ausscheidungsfahren, und sie wurde Panamerikameisterin im Punktefahren, in der Einer- sowie in der Mannschaftsverfolgung (mit Romina Hinojosa, Sofía Arreola und Victoria Velasco) errang sie jeweils Silber. Auf nationaler Ebene wurde sie dreifache Meisterin der Elite auf der Bahn sowie U23-Meisterin im Zeitfahren auf der Straße. Bei den panamerikanischen Juniorenspielen gewann sie das Straßenrennen der U23 und wurde Zweite im Zeitfahren.
2023 errang Acevedo bei den Panamerikaspielen Gold im Omnium sowie Silber in der Mannschaftsverfolgung zudem bei den Zentralamerika- und Karibikspielen Gold in der Mannschaftsverfolgung. Sie wurde zudem Panamerikameisterin im Punktefahren. 2025 wurde sie Panamerikameisterin im Scratch.

## Ausbildung und Beruf
Yareli Acevedo studiert Verwaltung und Rechnungswesen an der Nationalen Autonomen Universität von Mexiko (Stand 2021).

## Erfolge

### Bahn
2018
- Panamerika-Meisterin (Junioren) – Omnium
- Panamerika-Meisterschaften (Junioren) – Punktefahren, Zweier-Mannschaftsfahren (mit Melanie Castañeda)

2019
- Panamerika-Meisterin (Junioren) – Punktefahren
- Panamerika-Meisterschaften (Junioren) – Einerverfolgung, Mannschaftsverfolgung (mit Katis Martínez, Malanie Castañeda und Victoria Velasco)
- Junioren-Weltmeisterschaft – Punktefahren

2021
- UCI Track Cycling Nations’ Cup in Cali – Ausscheidungsfahren
- Panamerikameisterin – Punktefahren, Zweier-Mannschaftsfahren (mit Victoria Velasco)
- Panamerikameisterschaft – Einerverfolgung, Mannschaftsverfolgung (mit Romina Hinojosa, Sofía Arreola und Victoria Velasco)
- Mexikanische Meisterin – Omnium, Ausscheidungsfahren, Zweier-Mannschaftsfahren (mit Victoria Velasco)
- Panamerikanische Juniorenspiele – Zweier-Mannschaftsfahren (mit Victoria Velasco)[2]
- Panamerikanische Juniorenspiele – Omnium, Mannschaftsverfolgung (mit Victoria Velasco, Nicole Cordova und Romina Hinojosa)

2022
- Panamerikameisterschaft – Ausscheidungsfahren, Mannschaftsverfolgung (mit Victoria Velasco, Antonieta Gaxiola und Nicole Cordova)

2023
- Panamerikaspielesiegerin – Omnium
- Panamerikaspiele – Mannschaftsverfolgung (mit Lizbeth Salazar, Victoria Velasco und Antonieta Gaxiola)
- Zentralamerika- und Karibikspielesiegerin – Mannschaftsverfolgung (mit Lizbeth Salazar, Victoria Velasco und Maria Antonieta Gaxiola)
- Panamerikameisterin – Ausscheidungsfahren, Punktefahren
- Panamerikameisterschaft – Mannschaftsverfolgung (mit Lizbeth Salazar, Victoria Velasco, Antonieta Gaxiola und Sofía Arreola)

2024
- Panamerikameisterschaft – Omnium, Ausscheidungsfahren, Mannschaftsverfolgung (mit Lizbeth Salazar, Victoria Velasco und Antonieta Gaxiola)
- Track Champions League – ein Einzelsieg

2025
- Nations Cup in Konya – Ausscheidungsfahren
- Panamerikameisterin – Scratch, Ausscheidungsfahren, Omnium

### Straße
2018
- Panamerika-Juniorenmeisterschaft – Straßenrennen

2021
- Panamerikanische Juniorenspiele – Straßenrennen (U23)
- Panamerikanische Juniorenspiele – Zeitfahren (U23)
- Mexikanische U23-Meisterin – Zeitfahren